# 3.º Ejército (Alemania)
El 3.º Ejército (en alemán: 3. Armee) fue un ejército de campo alemán que luchó durante la II Guerra Mundial.

## Crónica de combate
El 3.º Ejército fue activado el 1 de septiembre de 1939, el día en que fuerzas alemanas invadieron Polonia. Fue puesto bajo el mando del General de Artillería Georg von Küchler. Küchler posteriormente se convirtió en comandante del Grupo de Ejércitos Norte en 1942 y también más tarde se convertiría en Generalfeldmarschall. Al inicio de la campaña polaca el 3.º Ejército era parte del Grupo de Ejércitos Norte del Generaloberst Feodor von Bock, conjuntamente con el 4.º Ejército del Generaloberst Günther von Kluge. El 4.º Ejército debía capturar el corredor polaco y entrar en Prusia Oriental, ligando así las dos áreas. El Tercer Ejército debía dividirse en dos y atacar desde Prusia Oriental. Una parte del 3.º Ejército debía avanzar hacia el sur hacia Modlin, cruzar cerca de la confluencia de los ríos Vístula y Bug y tomar parte en el ataque sobre Varsovia. La otra parte del 3.º Ejército debía atacar cerca de Narew, junto al río Bug, y avanzar hacia Brest-Litovsk.
Cuando fue lanzado el ataque a Polonia, una parte del 3.º Ejército se movió al corredor polaco y se encontró con el 4.º Ejército de Kluge. Tanto el 3.º y 4.º Ejércitos implementaron bien sus planes, y la campaña polaca terminó en un triunfo victorioso para el Ejército alemán. El Ejército Rojo había atacado Polonia desde el este con un millón de hombres y avanzó hacia el oeste para encontrarse con las tropas alemanas, a pesar de que las bajas superaban lo esperado. En Brest-Litovsk, se hizo un desfile de la victoria alemán y soviético.
El 5 de noviembre de 1939, solo unas cinco semanas tras el fin de la campaña polaca, el Tercer Ejército fue disuelto. El Tercer Ejército se convirtió en uno de los primeros ejércitos de la II Guerra Mundial en ser disuelto. El estado mayor fue trasladado a Bad Bertrich como 16.º Ejército para ser usado en el oeste. Inmediatamente después de la disolución del Tercer Ejército Küchler se convirtió en comandante del recién formado 18.º Ejército y lo encabezó durante la campaña occidental de 1940. Estuvo en ese puesto hasta 1942, cuando se convirtió en comandante del Grupo de Ejércitos Norte para liderar el sitio de Leningrado. Ese año se convirtió en Generalfeldmarschall pero fue reemplazado en 1944 tras el avance soviético contra el Grupo de Ejércitos Norte.

## Comandantes
| N.º | Retrato | Comandante                                           | Desde                   | Hasta                  |
| --- | ------- | ---------------------------------------------------- | ----------------------- | ---------------------- |
| 1   |         | General der Artillerie Georg von Küchler (1881-1968) | 1 de septiembre de 1939 | 5 de noviembre de 1939 |